# Lista de primeiros-ministros da Albânia

Escudo de armas da Albânia

O primeiro-ministro da Albânia é o chefe de governo da Albânia. Esta é a lista dos primeiros-ministros da Albânia desde 1912.

## Albânia Independente(1912-1914)
Primeiros-ministros
- Ismail Qemali (1912-1913)
- Myfit Libohova (1913-1914)

## Principado da Albânia(1914-1925)
Primeiros-ministros
- Turhan Pasha Përmeti (1914)
- Esat Pashë Toptani (1914)
- Cargo vago, entre 1914 e 25 de dezembro de 1918
- Turhan Pasha Përmeti (1918-1920)
- Sulejman Bej Delvina (1920)
- Ilias Bej Vrioni (1920-1921)
- Pandeli Evangjeli (1921)
- Qazim Koculi (1921) (interino)
- Hasan Bej Prishtina (1921)
- Idhomene Kosturi (1921) (interino)
- Omer Pasha Vrioni (1921-1922)
- Xhafer Ypi (1922)
- Ahmet Zogu (1922-1924)
- Shefqet Bej Verlaci (1924)
- Ilias Bej Vrioni (2ª vez) (1924)
- Fan S. Noli (1924)
- Ilias Bej Vrioni (3ª vez) (1924-1925)
- Ahmet Zogu (2ª vez) (1925)

## República Albanesa(1925-1928)
Durante o período em que a Albânia foi uma república, tendo Ahmet Zogu como presidente, o cargo equivalente ao do primeiro-ministro era o de ministro-chefe, e era ocupado pelos ministros da Justiça.

## Reino da Albânia(1928-1939)
Primeiros-ministros
- Kosta Kota (1928-1930)
- Pandeli Evangjeli (2ª vez) (1930-1935)
- Mehdi Bej Frashëri (1935-1936)
- Kosta Kota (2ª vez) (1936-1939)

## Ocupação italiana(1939-1943)
Primeiros-ministros
- Shefqet Bej Verlaci (2ª vez) (1939-1941)
- Mustafa Merlika Kruja (1941-1943)
- Eqerem Bej Libohova (1943)
- Maliq Bushati (1943)
- Eqerem Bej Libohova (2ª vez) (1943)

## Ocupação alemã(1943-1944)
Primeiros-ministros
- Ibrahim Bej Biçaku (1943)
- Mehdi Bej Frashëri (2ª vez) (1943)
- Rexhep Mitrovica (1943-1944)
- Fiqri Dine (1944)
- Ibrahim Bej Biçaku (2ª vez) (1944)

## República Popular Socialista da Albânia(1944-1991)
Presidentes do Conselho de Ministros

| # | Nome         | Imagem | Início do mandato      | Fim do mandato          | ref   |
| - | ------------ | ------ | ---------------------- | ----------------------- | ----- |
| 1 | Enver Hoxha  |        | 22 de outubro de 1944  | 19 de julho de 1954     | [ 1 ] |
| 2 | Mehmet Shehu |        | 20 de julho de 1954    | 17 de dezembro de 1981  | [ 2 ] |
| 3 | Adil Çarçani |        | 18 de dezembro de 1981 | 22 de fevereiro de 1991 | [ 3 ] |

## República da Albânia(1991-presente)
| #  | Nome             | Imagem | Início do mandato       | Fim do mandato          | Ref         |
| -- | ---------------- | ------ | ----------------------- | ----------------------- | ----------- |
| 1  | Fatos Nano       |        | 22 de fevereiro de 1991 | 5 de junho de 1991      | [ 4 ]       |
| 2  | Ylli Bufi        |        | 5 de junho de 1991      | 10 de dezembro de 1991  | [ 5 ]       |
| 3  | Vilson Ahmeti    |        | 10 de dezembro de 1991  | 13 de abril de 1992     | [ 6 ]       |
| 4  | Aleksandër Meksi |        | 13 de abril de 1992     | 11 de março de 1997     | [ 7 ] [ 8 ] |
| 5  | Bashkim Fino     |        | 11 de março de 1997     | 24 de julho de 1997     | [ 9 ]       |
| 6  | Fatos Nano       |        | 24 de julho de 1997     | 2 de outubro de 1998    | [ 4 ]       |
| 7  | Pandeli Majko    |        | 2 de outubro de 1998    | 29 de outubro de 1999   | [ 10 ]      |
| 8  | Ilir Meta        |        | 29 de outubro de 1999   | 22 de fevereiro de 2002 | [ 11 ]      |
| 9  | Pandeli Majko    |        | 22 de fevereiro de 2002 | 31 de julho de 2002     | [ 10 ]      |
| 10 | Fatos Nano       |        | 31 de julho de 2002     | 11 de setembro de 2005  | [ 4 ]       |
| 11 | Sali Berisha     |        | 11 de setembro de 2005  | 15 de setembro de 2013  | [ 12 ]      |
| 12 | Edi Rama         |        | 15 de setembro de 2013  | presente                | [ 13 ]      |